# Belmont-sur-Lausanne
Belmont-sur-Lausanne is een gemeente en plaats in het Zwitserse kanton Vaud en maakt sinds 1 januari 2008 deel uit van het district Lavaux-Oron. Voor 2008 maakte de gemeente deel uit van het district Lausanne.
Belmont-sur-Lausanne telt 2925 inwoners.